# فرنسيس جيرود
فرنسيس جيرود (بالفرنسية: Francis Girod )‏ (و. 1944 – 2006 م) هو مخرج أفلام، وكاتب سيناريو، وممثل، وممثل أفلام فرنسي، توفي في بوردو، عن عمر يناهز 62 عاماً، بسبب نوبة قلبية.

## جوائز
حصل على جوائز منها:
- نيشان جوقة الشرف من رتبة ضابط
- نيشان الاستحقاق الوطني من رتبة ضابط
- قائد الفنون والآداب.

## وصلات خارجية
- فرنسيس جيرود على موقع IMDb (الإنجليزية)
- فرنسيس جيرود على موقع ألو سيني (الفرنسية)
- فرنسيس جيرود على موقع تيرنر كلاسيك موفيز (الإنجليزية)
- فرنسيس جيرود على موقع أول موفي (الإنجليزية)
- فرنسيس جيرود على موقع قاعدة بيانات الأفلام السويدية (السويدية)
- فرنسيس جيرود على موقع قاعدة بيانات الفيلم (الإنجليزية)
- فرنسيس جيرود على موقع كينوبويسك (الروسية)